# Hoplia colini
Hoplia colini är en skalbaggsart som beskrevs av Moser 1918. Hoplia colini ingår i släktet Hoplia och familjen Melolonthidae. Inga underarter finns listade i Catalogue of Life.